# 1. deild islandzka w piłce nożnej (1982)
Sezon 1982 był 71. sezonem o mistrzostwo Islandii. Drużyna Víkingur Reykjavík obroniła tytuł mistrzowski, zdobywając dwadzieścia trzy punkty w osiemnastu meczach. Po sezonie spadły zespoły Fram i KA Akureyri.

## Drużyny
Po sezonie 1981 z ligi spadły zespoły Þór Akureyri i FH, z 2. deild awansowały natomiast drużyny Keflavík i ÍB Ísafjörður.
| Uczestnicy poprzedniej edycji                                                                                 | Uczestnicy poprzedniej edycji | Uczestnicy poprzedniej edycji | Uczestnicy poprzedniej edycji |
| --- | ----------------------------- | ----------------------------- | ----------------------------- |
| VÍR | Víkingur Reykjavík            | 1                             |                               |
| FRA | Fram                          | 2                             |                               |
| ÍA | Akraness                      | 3                             |                               |
| BRE | Breiðablik                    | 4                             |                               |
| VAL | Valur                         | 5                             |                               |
| ÍBV | ÍB Vestmannaeyja              | 6                             |                               |
| KA | KA Akureyri                   | 7                             |                               |
| KRE | KR                            | 8                             |                               |
| Awans z 2. deild                                                                                              |                               |                               |                               |
| ÍBK | Keflavík                      | 1                             |                               |
| ÍBI | ÍB Ísafjörður                 | 2                             |                               |
| Oznaczenia: - kolumna pierwsza – skróty nazw drużyn, - kolumna trzecia – miejsce zajęte w poprzednim sezonie. |                               |                               |                               |

## Tabela
| Lp. | Drużyna                | M  | Z | R  | P | Bramki | Bramki | Różn. | Pkt | Uwagi                                    |
| --- | ---------------------- | -- | - | -- | - | ------ | ------ | ----- | --- | ---------------------------------------- |
| 1   | Víkingur Reykjavík (M) | 18 | 7 | 9  | 2 | 25     | 17     | +8    | 23  | Puchar Europy • I runda                  |
| 2   | ÍB Vestmannaeyja       | 18 | 9 | 4  | 5 | 23     | 16     | +7    | 22  | Puchar UEFA • 1/32 finału                |
| 3   | KR                     | 18 | 5 | 11 | 2 | 14     | 12     | +2    | 21  |                                          |
| 4   | Akraness               | 18 | 6 | 6  | 6 | 22     | 20     | +2    | 18  | Puchar Zdobywców Pucharów • 1/16 finału1 |
| 5   | Valur                  | 18 | 6 | 5  | 7 | 21     | 16     | +5    | 17  |                                          |
| 6   | ÍB Ísafjörður          | 18 | 6 | 5  | 7 | 27     | 30     | −3    | 17  |                                          |
| 7   | Breiðablik             | 18 | 6 | 5  | 7 | 18     | 22     | −4    | 17  |                                          |
| 8   | Keflavík               | 18 | 5 | 6  | 7 | 14     | 19     | −5    | 16  |                                          |
| 9   | Fram (S)               | 18 | 4 | 7  | 7 | 17     | 23     | −6    | 15  | Spadek do 2. deild                       |
| 10  | KA Akureyri (S)        | 18 | 4 | 6  | 8 | 18     | 24     | −6    | 14  | Spadek do 2. deild                       |

## Wyniki
| Gospodarz \ Gość   | ÍA  | BRE | FRA | KA  | KRE | ÍBK | VAL | ÍBV | VÍR | ÍBI  |
| Akraness           |     | 3:1 | 0:1 | 1:0 | 1:1 | 2:1 | 2:0 | 1:2 | 2:2 | 2:1  |
| Breiðablik         | 2:1 |     | 1:0 | 2:1 | 0:2 | 3:0 | 0:1 | 2:1 | 1:1 | 0:2  |
| Fram               | 2:2 | 2:2 |     | 1:2 | 0:2 | 0:2 | 1:1 | 3:0 | 2:1 | 0:4  |
| KA Akureyri        | 0:0 | 0:2 | 0:0 |     | 3:0 | 0:0 | 1:2 | 0:1 | 0:2 | 2:3  |
| KR                 | 0:0 | 1:1 | 1:1 | 0:0 |     | 0:0 | 1:0 | 1:0 | 1:1 | 2:2  |
| Keflavík           | 1:0 | 1:0 | 1:1 | 3:2 | 0:0 |     | 2:1 | 0:1 | 0:1 | 1:1  |
| Valur              | 3:1 | 2:0 | 1:0 | 2:2 | 0:0 | 2:1 |     | 1:1 | 0:1 | 1:02 |
| ÍB Vestmannaeyja   | 2:0 | 0:0 | 2:0 | 2:2 | 0:1 | 2:0 | 2:0 |     | 2:2 | 3:1  |
| Víkingur Reykjavík | 0:0 | 1:1 | 1:1 | 2:1 | 2:0 | 3:1 | 0:0 | 1:0 |     | 2:3  |
| ÍB Ísafjörður      | 1:4 | 3:0 | 0:2 | 1:2 | 1:1 | 0:0 | 1:4 | 1:2 | 2:2 |      |

Źródło:  (ang.)
Objaśnienia:
1Drużyna gospodarzy jest wymieniona po lewej stronie tabeli.
2Valur wystawił nieuprawnionego gracza, wskutek czego mecz został zweryfikowany na korzyść rywali bez zmiany wyniku.
Kolory: zielony – zwycięstwo gospodarzy, żółty – remis, różowy – zwycięstwo gości.

## Najlepsi strzelcy
| Bramki | Strzelcy              | Drużyna            |
| ------ | --------------------- | ------------------ |
| 10     | Sigurlás Þorleifsson  | ÍB Vestmannaeyja   |
| 10     | Heimir Karlsson       | Víkingur Reykjavík |
| 7      | Gunnar Pétursson      | ÍB Ísafjörður      |
| 7      | Sigurður Grétarsson   | Breiðablik         |
| 6      | Ingi Björn Albertsson | Valur              |
| 5      | 7 zawodników          | 7 zawodników       |
| 4      | 4 zawodników          | 4 zawodników       |